# Aymen (Rapper)
Aymen (* 2002 in Gladbeck; bürgerlich Aymen Saadaoui) ist ein deutscher Rapper.

## Karriere
Aymen Saadaoui ist tunesischer Abstammung. Er lebte bis zu seinem 13. Lebensjahr in Gladbeck und wuchs danach in Nürnberg auf. Im Alter von neun oder zehn Jahren begann er laut eigenen Angaben seine ersten Texte zu schreiben. 2023 nahm Aymen an der ersten Staffel von Rap La Rue, einem YouTube-Casting-Format des Rappers Sami, teil und belegte darin den zweiten Platz.
Nach seiner Teilnahme startete er als Solokünstler durch und veröffentlichte Lieder mit mehreren Künstlern zusammen, darunter Nimo, Amo, SadiQ, Soufian und Ché Salah. Die Single Picasso (mit Amo) erreichte Platz 29 der deutschen Singlecharts.
2025 veröffentlichte Aymen sein erstes Studioalbum mit dem Titel Aymen, das 20 Songs umfasst.
Aymen konnte mehrere Platzierungen in den deutschen Singlecharts verzeichnen. Neben Picasso (mit Amo) zählten auch Titel wie Hoodie Hoodie (mit SadiQ), Guap, Run Run, Lebenlang (mit Nimo) und Plug zu seinen bekanntesten Tracks.

## Diskografie

### Studioalben
| Jahr | Titel Musiklabel          | Höchstplatzierung, Gesamtwochen, AuszeichnungChartplatzierungen (Jahr, Titel, Musiklabel, Platzierungen, Wochen, Auszeichnungen, Anmerkungen) | Höchstplatzierung, Gesamtwochen, AuszeichnungChartplatzierungen (Jahr, Titel, Musiklabel, Platzierungen, Wochen, Auszeichnungen, Anmerkungen) | Höchstplatzierung, Gesamtwochen, AuszeichnungChartplatzierungen (Jahr, Titel, Musiklabel, Platzierungen, Wochen, Auszeichnungen, Anmerkungen) | Anmerkungen                         |
| Jahr | Titel Musiklabel          | DE | AT | CH | Anmerkungen                         |
| ---- | ------------------------- | --- | --- | --- | ----------------------------------- |
| 2025 | Aymen Epic Records (Sony) | DE4 (… Wo.)DE | AT4 (… Wo.)AT | CH3 (… Wo.)CH | Erstveröffentlichung: 25. Juli 2025 |

### Singles
| Jahr | Titel Album                | Höchstplatzierung, Gesamtwochen, AuszeichnungChartplatzierungen (Jahr, Titel, Album, Platzierungen, Wochen, Auszeichnungen, Anmerkungen) | Höchstplatzierung, Gesamtwochen, AuszeichnungChartplatzierungen (Jahr, Titel, Album, Platzierungen, Wochen, Auszeichnungen, Anmerkungen) | Höchstplatzierung, Gesamtwochen, AuszeichnungChartplatzierungen (Jahr, Titel, Album, Platzierungen, Wochen, Auszeichnungen, Anmerkungen) | Anmerkungen                                                                          |
| Jahr | Titel Album                | DE | AT | CH | Anmerkungen                                                                          |
| --- | -------------------------- | --- | --- | --- | ------------------------------------------------------------------------------------ |
| 2024 | Champions League –         | DE97 (1 Wo.)DE | — | — | Erstveröffentlichung: 12. Januar 2024 mit Amo und Haaland936                         |
| 2024 | Egal –                     | DE37 (10 Wo.)DE | — | — | Erstveröffentlichung: 23. Februar 2024 mit Kauta                                     |
| 2024 | Substanzen –               | DE36 (13 Wo.)DE | — | — | Erstveröffentlichung: 8. März 2024 mit Jiyo und Ilo 7araga                           |
| 2024 | Up & Down –                | DE33 (3 Wo.)DE | — | — | Erstveröffentlichung: 4. April 2024                                                  |
| 2024 | Gefangen –                 | DE68 (1 Wo.)DE | — | — | Erstveröffentlichung: 5. April 2024 mit Haaland936                                   |
| 2024 | Rap la Rue Connect –       | DE94 (1 Wo.)DE | — | — | Erstveröffentlichung: 19. April 2024 mit Amo, Brel, Haaland936, Ilo 7araga und Kauta |
| 2024 | Schlimmer denn je –        | DE70 (1 Wo.)DE | — | — | Erstveröffentlichung: 8. August 2024 Soufian, Nimo und Amo feat. Aymen & Sott        |
| 2024 | Mademoiselle Augen Husky 2 | DE83 (1 Wo.)DE | — | — | Erstveröffentlichung: 2. Mai 2024 Olexesh feat. Aymen                                |
| 2024 | Picasso Amo aller Amos     | DE29 (3 Wo.)DE | — | CH75 (1 Wo.)CH | Erstveröffentlichung: 27. September 2024 Amo feat. Aymen                             |
| 2024 | Hoodie Hoodie –            | DE34 (2 Wo.)DE | — | — | Erstveröffentlichung: 24. Oktober 2024 mit SadiQ                                     |
| 2025 | Tirtak –                   | DE95 (1 Wo.)DE | — | — | Erstveröffentlichung: 1. Januar 2025 mit Amo und Ché Salah                           |
| 2025 | Guap OnTouRage             | DE34 (1 Wo.)DE | — | — | Erstveröffentlichung: 9. Januar 2025 Nimo feat. Aymen                                |
| 2025 | Jasmin –                   | DE74 (1 Wo.)DE | — | — | Erstveröffentlichung: 31. Januar 2025                                                |
| 2025 | Therapie Aymen             | DE37 (2 Wo.)DE | — | — | Erstveröffentlichung: 16. Mai 2025 feat. Kauta                                       |
| 2025 | Lebenlang Aymen            | DE34 (… Wo.)DE | — | — | Erstveröffentlichung: 10. Juli 2025 feat. Nimo                                       |
| 2025 | Plug Aymen                 | DE7 (15 Wo.)DE | AT16 (10 Wo.)AT | CH30 (4 Wo.)CH | Erstveröffentlichung: 11. April 2025                                                 |
| 2025 | Tischtennisplatte Aymen    | DE35 (2 Wo.)DE | — | — | Erstveröffentlichung: 2. Mai 2025                                                    |
| 2025 | Capri Sun Aymen            | DE6 (… Wo.)DE | AT22 (… Wo.)AT | CH52 (4 Wo.)CH | Erstveröffentlichung: 30. Mai 2025 feat. Amo                                         |
| 2025 | Dunya Aymen                | DE63 (1 Wo.)DE | — | — | Erstveröffentlichung: 13. Juni 2025                                                  |
| 2025 | Wir sind Stars Aymen       | DE35 (2 Wo.)DE | — | — | Erstveröffentlichung: 27. Juni 2025                                                  |
| 2025 | Love All Night –           | DE2 (… Wo.)DE | AT19 (… Wo.)AT | CH19 (… Wo.)CH | Erstveröffentlichung: 18. Juli 2025 mit Amo                                          |
| 2025 | Run Run –                  | DE33 (1 Wo.)DE | — | — | Erstveröffentlichung: 18. Juli 2025                                                  |
| 2025 | 30 Mal am Tag Aymen        | DE1 (… Wo.)DE | AT3 (… Wo.)AT | CH6 (… Wo.)CH | Erstveröffentlichung: 24. Juli 2025 feat. Sira                                       |
| Folgende Lieder erschienen nicht als Single, wurden aber durch das Album zum Download und Streaming bereitgestellt und konnten somit eine Platzierung erlangen: |                            | | | |                                                                                      |
| |                            | | | |                                                                                      |
| 2024 | Jung & machen Geld         | DE43 (2 Wo.)DE | — | — | Erstveröffentlichung: 12. Juli 2024 mit Nimo                                         |
| 2025 | Lowlife Aymen              | DE60 (… Wo.)DE | — | — | Charteinstieg: 1. August 2025                                                        |

Weitere Singles
- 2023: Tote Jungs
- 2023: NOT
- 2023: von der Gosse
- 2024: 7araga
- 2024: Gosse im Becher
- 2024: bubu
- 2024: Casablanca (mit ilo 7araga)
- 2024: Steiniger Weg (mit Haaland936)
- 2024: Papa
- 2024: Gestern
- 2024: Malaga
- 2024: La Money (mit ilo 7araga)
- 2024: Ah Ah
- 2024: Mein Herz ist meine Strafe
- 2024: Schon seit Jahren
- 2025: Criminale
- 2025: Liebestext (mit Haaland936)
- 2025: Moneymaker (mit Bausa)